# 福井県道211号山櫛林線
福井県道211号山櫛林線（ふくいけんどう211ごう やまくしばやしせん）は福井県敦賀市を通る一般県道である。

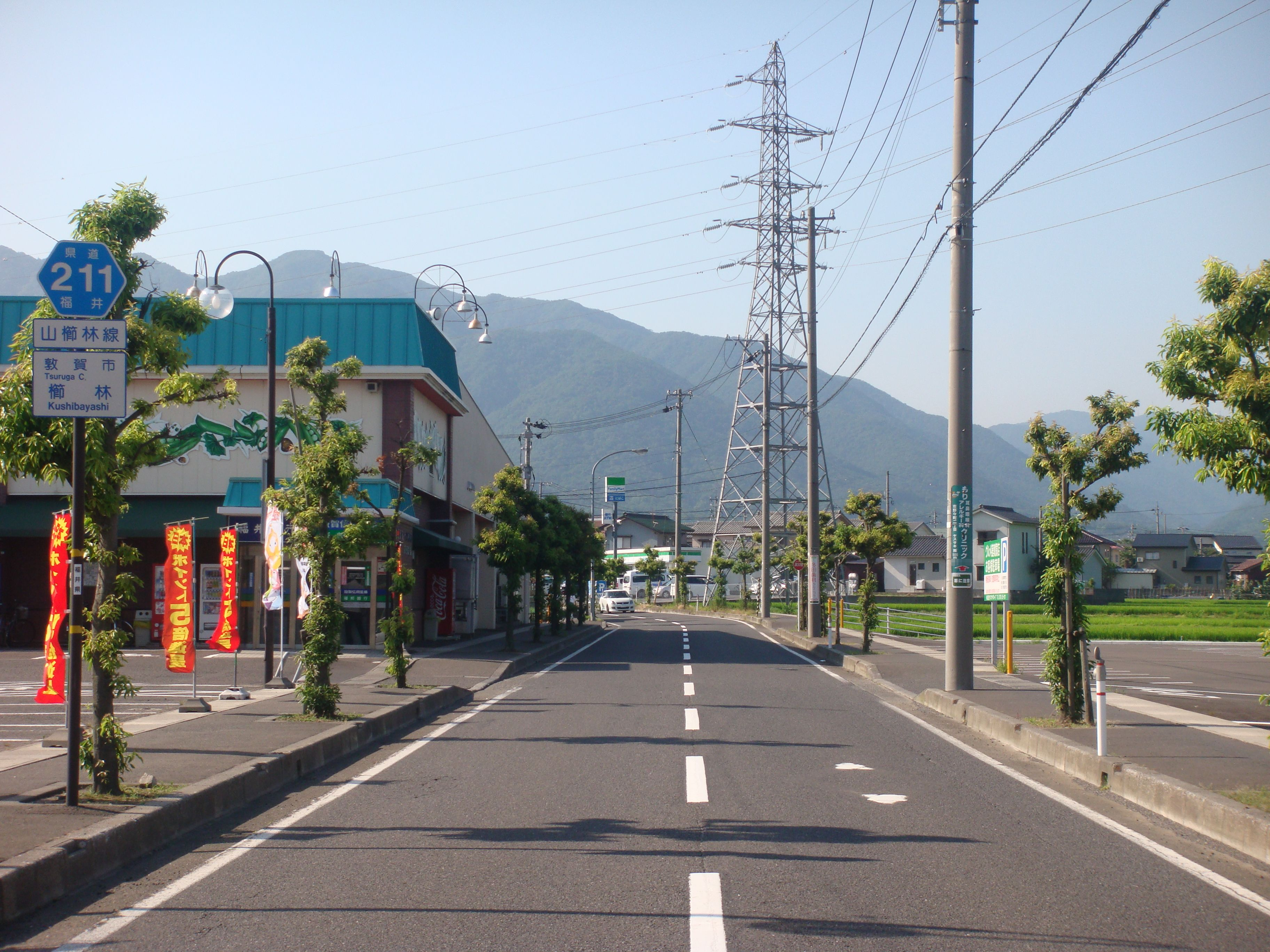
敦賀市櫛林から同市山側を望む（2011年（平成23年）撮影）

## 歴史・概要
黒河林道から福井県道210号余座若葉線を結ぶ県道である。終点を左折し県道210号を北に直進すると福井県道142号松島若葉線を経由し海に辿り着き、また起点より南に直進すると黒河林道、マキノ林道を抜けて滋賀県の国道161号に出ることができる。
2025年3月、従前の現道であった敦賀市櫛林 - 同市莇生野（粟野交差点 = 福井県道225号敦賀美浜線交点）間が市道へ格下げとなり、支線であった県道210号方面が現道となった。

### 路線データ
- 起点：福井県敦賀市山（山交叉点）
- 終点：福井県敦賀市櫛林

## 交差する道路
- 福井県道210号余座若葉線(敦賀市櫛林)

直接接続ではないが、E27 舞鶴若狭自動車道 敦賀南SICとは敦賀市長谷にて敦賀市道を介し約300m。

## 沿線
- 黒河渓谷